# Художественная роспись
Худо́жественная ро́спись — искусство декорирования красками какой-либо поверхности. Искусство росписи следует отличать от живописи. Если композиции «картинного типа» рассчитаны на автономное восприятие в нейтральном пространстве или на нейтральном фоне, относительно изолированном от окружающей среды, то роспись функционально и, следовательно, композиционно является частью специально задуманного и организованного художником пространства. Искусство живописи и качества живописности подразумевают пространственное отношение к изобразительной поверхности. В искусстве росписи очень важны осязательные качества.

## Появление росписи
Одним из самых древних видов народных промыслов, которые на протяжении нескольких столетий являлись неотъемлемой частью повседневной жизни и самобытной культуры народа, является художественная роспись.
Декоративная роспись, композиционно связанная с архитектурой, называется монументальной, или монументально-декоративной. Роспись в архитектуре может декорировать стены, потолок, падуги, своды, опорные столбы. В техническом отношении роспись следует отличать от мозаики, инкрустации, витража, декоративного панно (которое монтируют отдельно, например холст на подрамнике).
Ещё в античности стенные росписи выполняли восковыми красками или яичной темперой с последующим покрытием слоем воска. На рубеже XII—XIII веков наряду с техникой письма «по сухому» стали применять письмо по сырой штукатурке. Общее название многих разновидностей этого искусства — стенное письмо, или стенопись.
Священник и исследователь искусства П. А. Флоренский считал, что иконопись обязана своим происхождением благородному искусству древней стенописи. Иконная доска является квинтэссенцией стены, её поверхности, освобождённой от случайных, преходящих извне воздействий. «В живописи, — писал Флоренский, — изобразительная плоскость низводится до условного... Церковное искусство ищет себе поверхности предельно устойчивой, но уже не „как бы“, а в самом деле крепкой и недвижной. Изображение же должно содержать момент равносильной крепости этой плоскости, равный ей по силе и потому, следовательно, могущий принадлежать непосредственно церковному сознанию, а не отдельным лицам, и момент текучей индивидуально творческой, женственной восприимчивости. Неправильно было бы заключить, что стенописное, как и иконописное, изображение должно непременно обладать качествами плоскостности, однако воображаемая (концептуальная) глубина изображения, в отличие от живописи, в этом искусстве согласуется с осязательными — тактильными ощущениями. В практической работе иконописцы росписью именуют только прорисовку контуров доличного письма тёмной краской».
Термин «роспись» применяют также в театрально-декорационном и в прикладном искусстве. Роспись составляет важную часть композиции художественных изделий из фарфора, фаянса. Расписывают изделия из дерева, металла, стекла. Технику росписи применяют в изделиях из лака и тканей.

## Современная художественная роспись
В современном мире художественная роспись занимает важную позицию в оформлении таких общественных местах культуры и отдыха, как театры, гостиницы, торгово-развлекательные центры. Также она часто присутствует в интерьерах частных коттеджей, загородных вилл и квартир. Особенно излюбленной публикой остаётся роспись-обманка, когда достигается эффект расширения пространства за счёт введения в роспись строгих архитектурных и ландшафтных форм в перспективном удалении. Свободную роспись можно применить везде, где только хочется.

## Виды росписи
Роспись следует считать одним из самых популярных видов декоративно-прикладного искусства. В русском народном творчестве существует большое количество разновидностей этого вида декоративно-прикладного искусства.

### Мезенская роспись

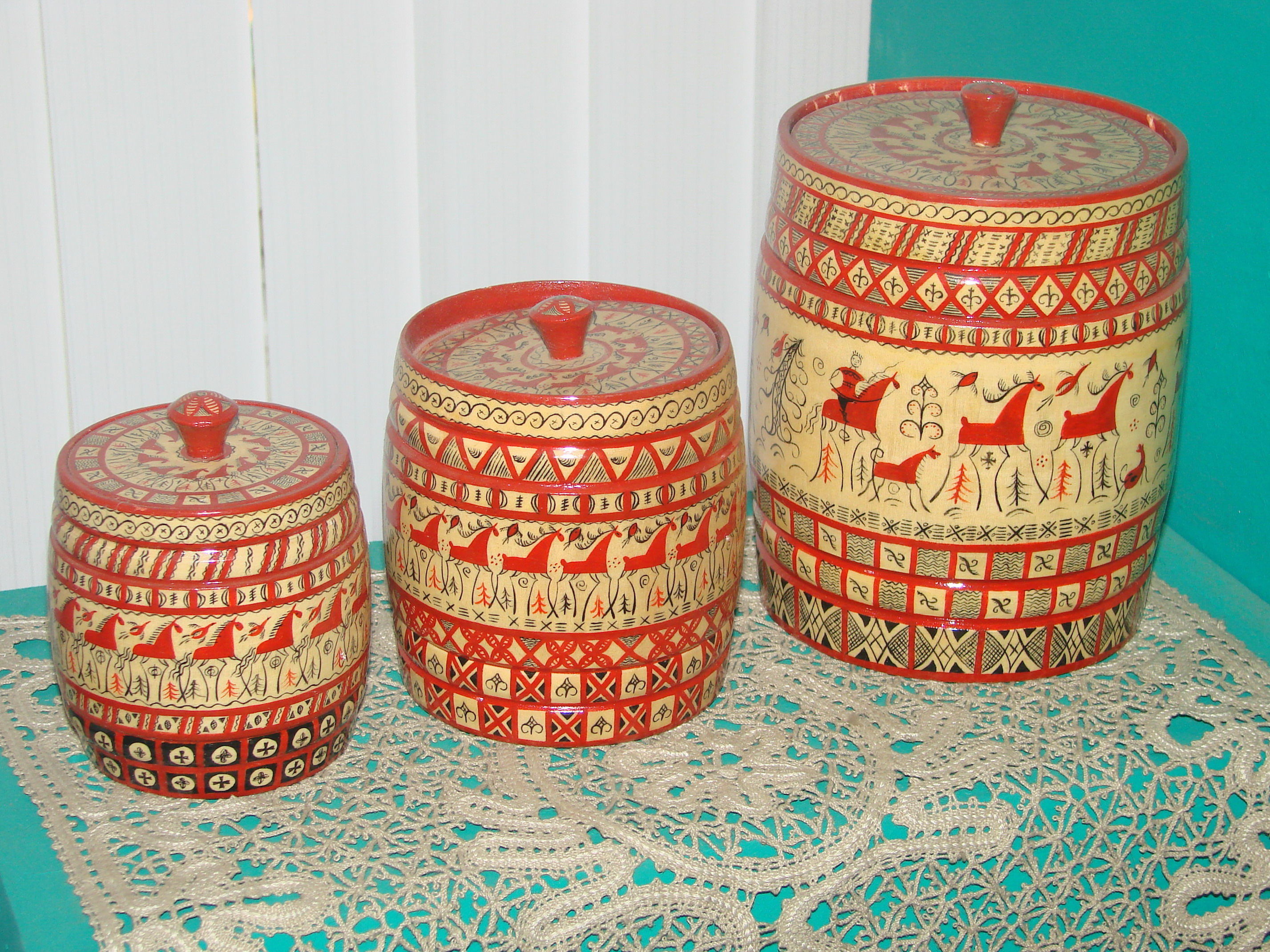
Мезенская роспись

Мезенская роспись — одна из наиболее древних русских художественных промыслов. Её истоки теряются в отдалённых веках первоначального формирования славянских племён. Пика своей популярности промысел достиг в XIX веке. Мезенские прялки и короба, сундуки и ковши широко распространялись по реке Пинеге, вывозились на Печору, Двину и Онегу.
В Архангельском крае, долгими зимними вечерами русские люди претворяли в ней свой взгляд на мир, свои надежды, чувства и верования.
Прежде всего, мезенская роспись — это свой самобытный орнамент. Этот орнамент притягивает и завораживает, несмотря на свою кажущуюся простоту. А предметы, расписанные мезенской росписью, как будто светятся изнутри, источая добро и мудрость предков. Каждая деталь орнамента мезенской росписи глубоко символична. Каждый квадратик и ромбик, листик и веточка, зверь или птица — находятся именно в том месте, где они и должны быть, чтобы рассказать нам рассказ леса, ветра, земли и неба, мысли художника и древние образы северных славян.
Символы зверей, птиц, плодородия, урожая, огня, неба, других стихий идут ещё с наскальных рисунков и являются видом древнего письма, передающем традиции народов Севера России. Так, например, изображение коня в традиции народов, издревле населявших эту местность, символизирует восход солнца, а изображение утки — это порядок вещей, она уносит солнце в подводный мир до рассвета и хранит его там.
Традиционно предметы, расписанные мезенской росписью, имеют только два цвета — красный и чёрный. Роспись наносилась на негрунтованное дерево специальной деревянной палочкой (тиской), пером глухаря или тетерева, кисточкой из человеческого волоса. Затем изделие олифилось, что придавало ему золотистый цвет. Доска имела свои чёткие пропорции. Ширина должна была три раза укладываться в её длине. Древесина пропитывалась льняным маслом. От этого её структура становилась яснее и ярче. Характер рисунка волокон во многом определяет и сам орнамент, который состоит из символов, как слова из букв. Внутреннее содержание символов, точное происхождение, взаимная связь уже практически утрачены.

### Петриковская роспись

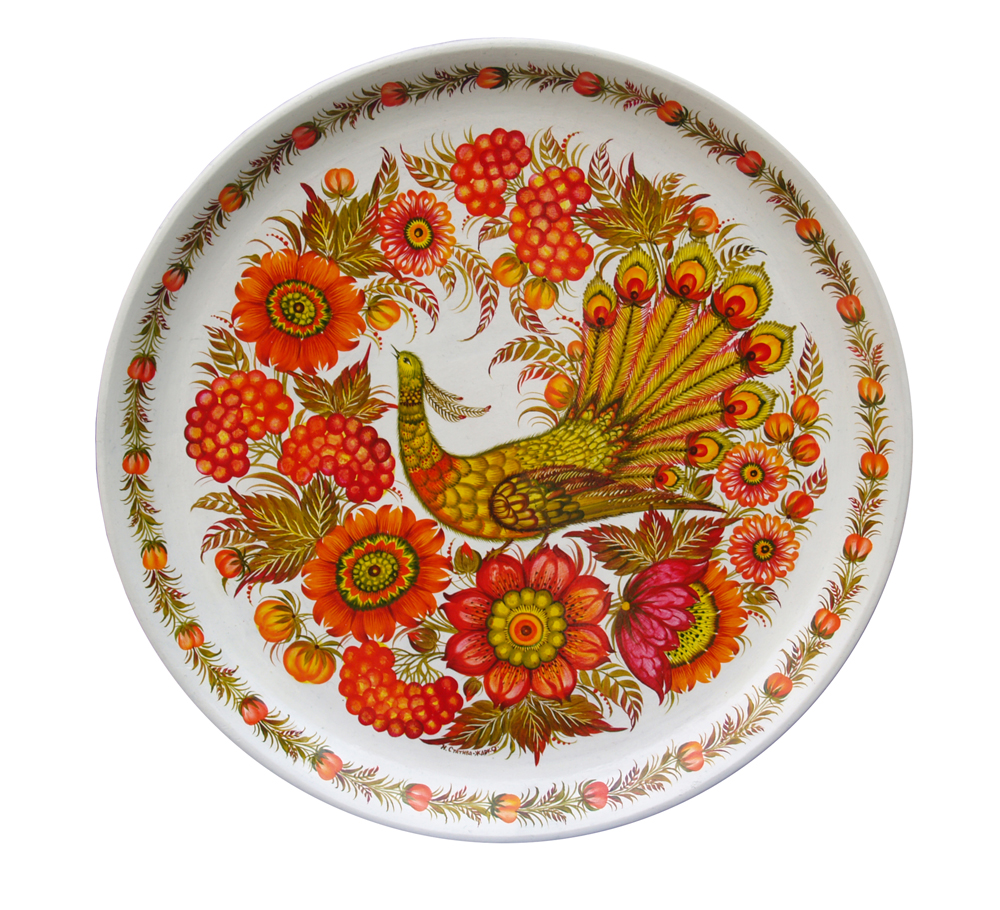
Тарелка «Август», дерево

Яркой страницей вошла декоративная роспись в историю культуры украинского народа. Далеко за пределами Украины известные имена народных мастеров села Петриковки Днепропетровской области. Ажурный, графически чёткий орнамент, который в прошлом развивался как настенная роспись и декор бытовых предметов, сегодня широко используется в художественной промышленности, книжной графике, оформлении. Волшебный петриковский цветок расцвёл на замечательном фарфоровом блюде, загадочным узором лёг на шёлковую ткань, ценным самоцветом засверкал на лакированной поверхности сувенирной шкатулки.
Своеобразный орнамент Петриковки имел давние традиции, свой пластический язык, технику и свой арсенал художественных образов. Из поколения в поколение передавались традиции росписи, самобытного, преимущественно растительного орнамента, который впоследствии всё более совершенствовался. Бытовые вещи с петриковской росписью, которые находятся в музеях, относятся к ХVIII-ХІХ столетиям. Сам же орнамент ведёт начало от старинной традиционной орнаментики, которая широко применялась в быте запорожцев, украшая жилья, начинку и оружие.
Современный петриковский орнамент характеризуется, прежде всего, как растительный, преимущественно цветочный. Он основывается на внимательном изучении реальных форм местной флоры и создании на этой основе фантастических, несуществующих в природе цветов. Широкое применение имеют мотивы садовых (георгины, астры, розы) и луговых (ромнеи, василька) цветов и ягод калины, клубники и винограда. Характерными являются также изображение листвы, которую называют «папоротником», бутонов и перистой ажурной листвы. Для петриковских орнаменталистов характерные чрезвычайно точный глазомер и удивительная ловкость руки — все мастера рисуют без предварительно намеченного контура, не пользуясь ни одним измерительным инструментом. Виртуозность выполнения достигается письмом с помощью тоненькой кисточки из кошачьей шерсти. Кроме кисти, Петриковские мастера применяют стебли, щепочки, а ягоды и некоторые цветы рисуют просто пальцем.

### Гжель

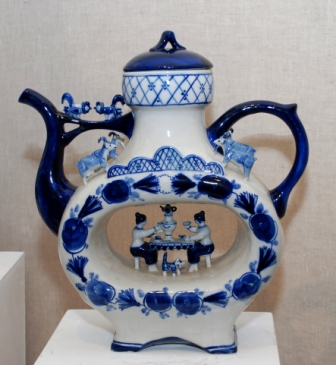
Гжель

Самый известный крупный народный художественный керамический промысел — подмосковная гжель. Этот район из 30 сёл и деревень бывших Бронницкого и Белгородского уездов, в 60 км от Москвы (ныне Раменский район), давно славился своими глинами и гончарами. Центром гончарства была Гжельская волость — деревни Речицы, Гжель, Жирово, Турыгино, Бахтеево и другие, где было много мастерских. В произведениях майолики XVIII века, полуфаянса и фарфора XIX века ярко представлено искусство народных мастеров России. Имея большой опыт гончарного дела, отличаясь живым сметливым умом, гжельские мастера быстро осваивали производство майолики на заводе Гребенщикова, а затем уходили от хозяина и начинали изготовлять подобные изделия в своих мастерских. Они создали нарядную посуду: квасники — декоративные кувшины с кольцевидным туловом, высокой куполообразной крышкой, длинным изогнутым носиком, скульптурной ручкой, часто на четырёх массивных округлых ножках; кумганы, подобные же сосуды, но без сквозного отверстия в корпусе; кувшины, рукомои, кружки-шутихи, «напейся — не облейся», блюда, тарелки и другие, украшенные орнаментальной и сюжетной росписью, исполненной зелёной, жёлтой, синей и фиолетово-коричневой красками по белому фону.
Обыкновенно в центре майоликового блюда или на передней плоскости кольцевидного тулова квасника изображалась гордо выступающая птица типа журавля или цапли — тонким чёрным контуром с лёгкой подцветкой; это основное изображение дополняют и сопровождают лёгкие условные деревца, кустики, иногда предельно обобщённые, схематизированные изображения людей, например дам в кринолинах, иногда архитектурных сооружений. Виртуозность штриха, свобода расположения и уравновешенность всех изображений, их вписанность в круг, изящество и тонкость раскраски — всё это указывает на чрезвычайно высокую квалификацию и художественную одарённость мастеров-расписчиков. Но не отстают от них и скульпторы. Плечики, крышки, ручки кувшинов и кумганов дополнены небольшими жанровыми скульптурками людей и забавными изображениями животных. Мелкая декоративная пластика выполнялась и вне связи с посудой. Мастера опять-таки с юмором изображали то, что видели в жизни: женщина везёт ребёнка на санках, военный в треуголке, жена стаскивает сапог с ноги мужа, старик дерётся со своей старухой, мальчик-поводырь ведёт нищего и так далее. В гжельской майолике объединены пластические достижения народного гончарства, отражены черты барокко и классицизма. В искусстве народной керамики полуфаянс Гжели представляет собой одно из ярких явлений. Сначала полуфаянсовая посуда по формам была близка майолике, но с более простой синей цветовой росписью. Затем формы стали проще, преимущественно выполняли кувшины, рукомои, чернильницы, солонки и другое. Созданная народными мастерами Гжели система решения пластической формы и декоративной росписи имеет значение целой художественной школы русской народной керамики.
Полуфаянсовое производство существовало в Гжели на протяжении всего XIX века наряду с появившимся вслед за ним тонким фаянсом и фарфором. Формы посуды и печатные рисунки переходили с одного завода на другой. На мелких гжельских фарфоровых заводах при всем их стремлении подражать дорогим изделиям, родилось своё оригинальное искусство русского фарфорового лубка с его грубоватой цветистостью, народной трактовкой скульптурных образов, которые мастера создавали по-своему, отталкиваясь от образов дорогого фарфора. Фарфоровые статуэтки приобретали в претворении гжельских мастеров черты, общие с простой глиняной игрушкой. Гжельские изделия распространялись не только по всей России, их вывозили в Среднюю Азию и страны Ближнего Востока. Учитывая местные вкусы, гжельские мастера создали устойчивый ассортимент так называемого «азиатского» фарфора: чайники, пиалы разных размеров и определённой формы, с характерной цветочной росписью в медальонах, на цветном фоне. Посуда эта широко бытовала и в русских трактирах.

### Городецкая роспись

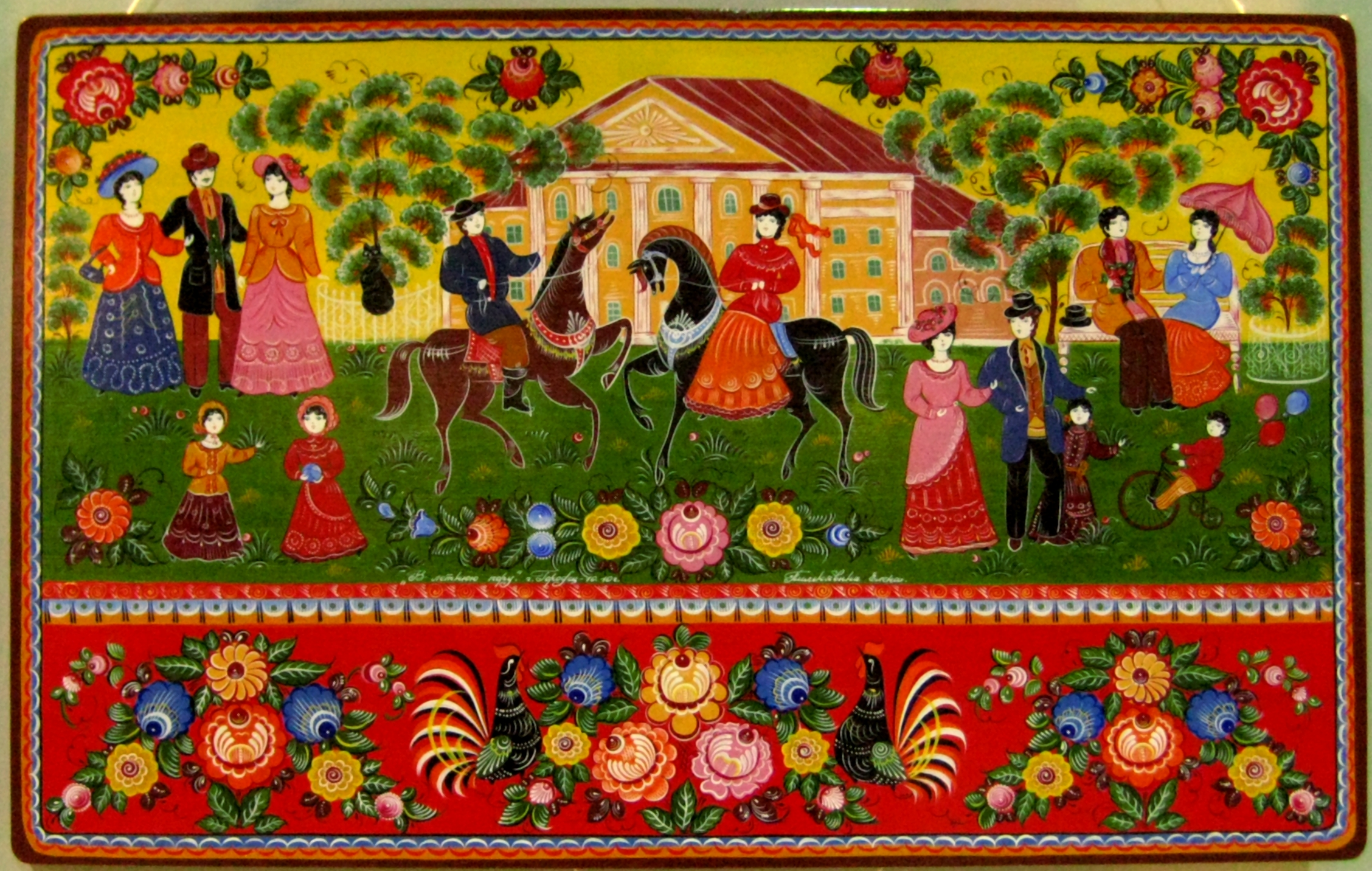
Городецкая роспись

Один из традиционных декоративных промыслов — городецкая роспись — сложился с середины 19 века в окрестностях Городца, основанного ещё в 12 веке, что находится на левом берегу Волги в Нижегородской области.
Цвета городецкой росписи всегда были яркими, сочными, все изделия обязательно украшались пышными букетами цветов, напоминавших розы, ромашки. Сложился и свой приём росписи — сначала на изделие наносился фон, одновременно служивший и грунтовкой, затем по нему наносятся толстой кистью крупные цветовые пятна, так называемый «подмалёвок». После этого более тонкой кисточкой наносятся необходимые штрихи, затем роспись заканчивает «разживка» — когда рисунок объединяется в цельную композицию с помощью чёрной краски и белил. Законченную композицию обычно ограничивают рамкой.
В процессе того, как промысел набирал обороты (а к концу девятнадцатого века в нём были задействованы жители из почти десятка деревень), рисунок росписи также дополнялся новыми сюжетами: появились персонажи из народных сказок, сцены из городской жизни, всевозможные «чаепития» за самоваром и «гуляния».
В наши дни в росписи стали использовать масляную краску, цветовая гамма рисунков также разнообразилась, но сюжеты, образы и мотивы старой городецкой росписи (в том числе  традиционный орнамент с пышными розами, конями и птицами) присутствуют и в работах современных мастеров. Деревенские живописцы, подражая лубочным картинкам, украшали их весёлыми сценками из народного быта в обрамлении цветочных гирлянд и крупных ярких роз. В настоящее время патриархом городецкой росписи называют Аристарха Евстафьевича Коновалова, который восстановил в конце 60-х годов промысел, основав фабрику «Городецкая роспись».

### Хохлома
Хохлома — старинный русский народный промысел. Это, пожалуй, самый известный вид русской народной живописи.
Своё название хохломской промысел получил от крупного торгового села Хохлома Нижегородской губернии, в которое из близлежащих деревень свозили деревянные изделия на продажу (в самом селе Хохлома эти изделия никогда не производились). Для хохломского промысла характерна оригинальная техника окраски дерева в золотистый цвет без применения золота. Хохлома появилась в 17 веке.
Создание изделий состоит из нескольких этапов: сначала на токарном станке вытачивается заготовка, так называемое «белье», затем заготовку грунтуют жидким раствором глины («вапы») и смазывают сырым льняным маслом, на следующей стадии изделие пропитывают олифой и просушивают. Эту операцию повторяют три-четыре раза. Следующий этап — лужение: предмет покрывают полудой — металлическим порошком алюминия (когда-то использовался порошок серебра, позднее более дешёвый порошок олова). Теперь изделие (серебристого цвета) готово к росписи, которая наносится масляными красками и закрепляется сушкой в печи, потом покрывается несколькими слоями лака, причём каждый слой сушится отдельно. Лак под воздействием высокой температуры и превращает серебристый цвет изделия в золотой.
Цветовая гамма хохломской росписи:
- Основные цвета:
  - красный
  - чёрный
  - золотой
- Вспомогательные цвета:
  - зелёный
  - жёлтый

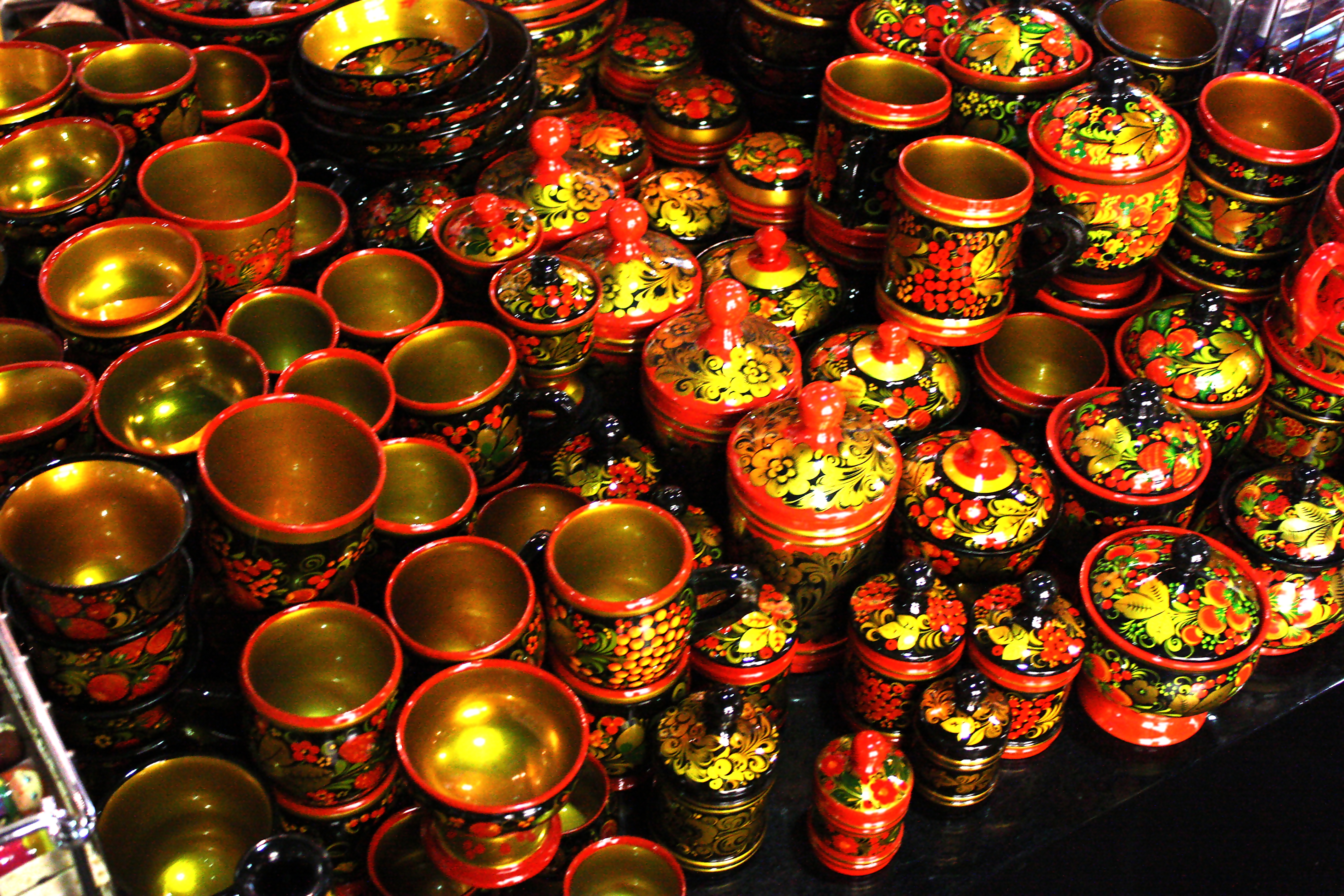
Хохломская роспись

Роспись наносится мастерами кистью от руки без предварительной разметки. Существуют два основных вида хохломской росписи: «верховая» (красным и чёрным цветом на золотистом фоне) и «под фон» (золотистый рисунок на цветном фоне). К «верховой» росписи принято относить традиционную «травку» и орнамент «под листок». «Травка» — это роспись включающая изображения травинок, веточек, написанных красной и чёрной краской на золотом фоне. Роспись «под листок» состоит в изображении овальных листочков, ягодок, расположенных обычно вокруг стебля. Роспись «под фон» строится на крупном золотистом рисунке на красном или чёрном фоне. Сначала наносится контур рисунка, затем закрашивается фон, затем выполняется мелкий узор (приписка) поверх фона. Разновидностью росписи «потифон» является роспись «кудрина» — пышный узор с затейливыми золотыми завитками, напоминающими кудри. В начале XIX века чаще встречалась «верховая» роспись, так как роспись «под фон» более сложная. Эта роспись («под фон») стала популярной во второй половине XIX века, когда было налажено мебельное производство, такой росписью украшали мебель, ранее её использовали в основном на дорогих подарочных изделиях.

### Жостовская роспись

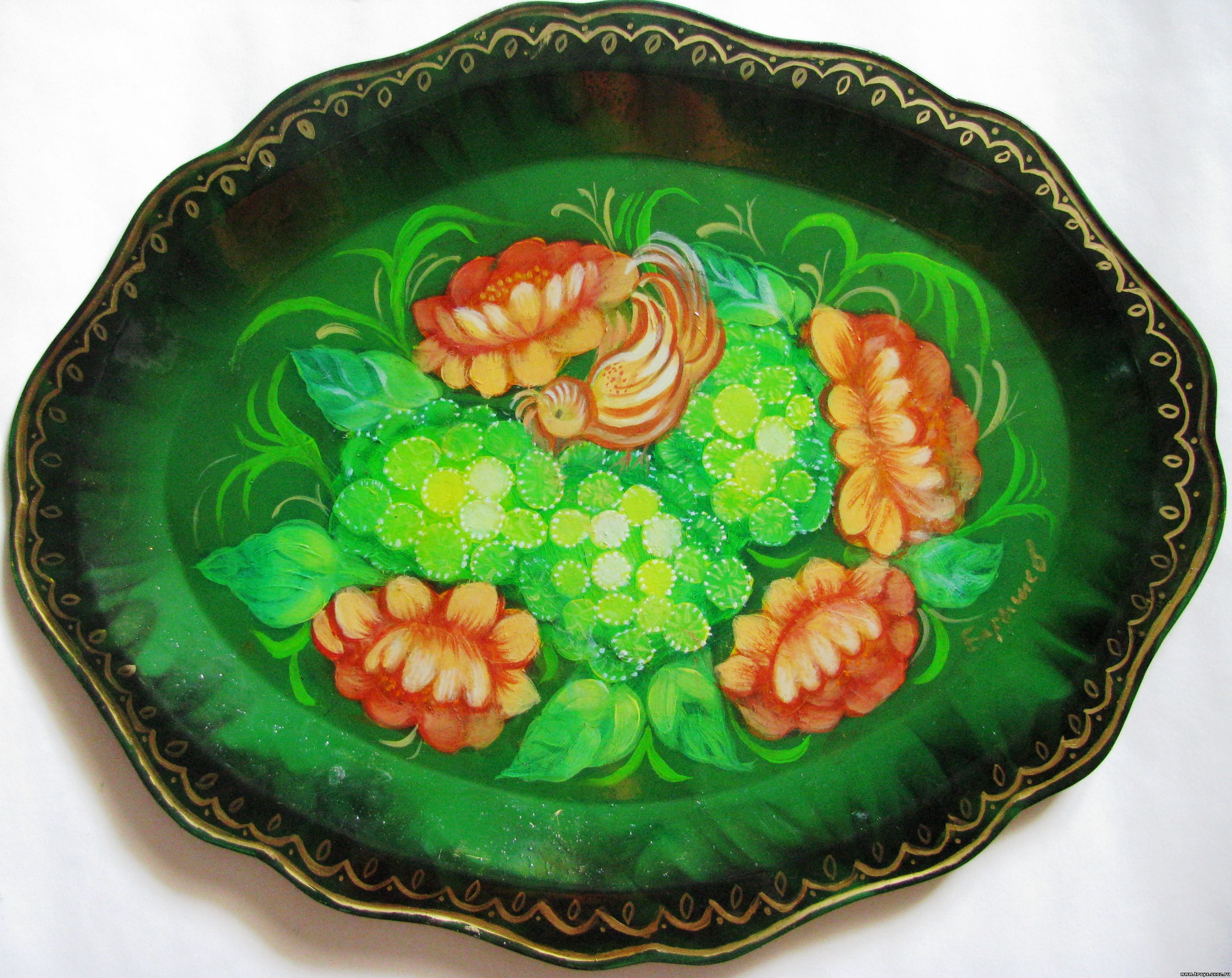
Жостовская роспись

История жостовского промысла восходит к началу XIX века, когда в ряде подмосковных сёл и деревень бывшей Троицкой волости (ныне Мытищинский район Московской области) — Жостово, Осташкове, Хлебникове, Троицком и других — возникли мастерские по изготовлению расписных лакированных изделий из папье-маше. Возникновение жостовского расписного подноса связывается с фамилией братьев Вишняковых. В 1830 г. производство подносов в Жостово и окрестных селениях увеличилось. Появились первые металлические подносы, украшенные декоративной цветочной росписью. Железные подносы постепенно вытеснили табакерки и другие «бумажные» поделки из мастерских Троицкой волости.
Основной мотив жостовской росписи — цветочный букет. В самобытном искусстве жостовских мастеров реалистическое ощущение живой формы цветов и плодов сочетается с декоративной обобщённостью, родственной русской народной кистевой росписи на сундуках, берестяных туесах, прялках и т. п.
Этапы жостовской росписи:
| Замалёвок                  | Начало и основа композиции будущего узора. Разбавленной краской на подготовленную поверхность художник наносит силуэты цветов и листьев в соответствии со своим замыслом.                                                    |
| Тенёжка                    | Полупрозрачными красками художник наносит цветные тени. Слово «тенёжка» созвучно слову «тень». У цветов появляется объём, обозначаются теневые места растений.                                                               |
| Прокладка цветом           | Форма букета обретает плоть — уточняются многие детали, высветляется и реализуется контрастный или более гармоничный строй всей композиции, проводятся операции, направленные на подчёркивание объёма.                       |
| Бликовка                   | Наложение бликов выявляет свет и объём. Букет кажется освещённым множеством независимых источников света. Бликовка создаёт настроение и колорит.                                                                             |
| Чертёжка                   | Это заключительная часть работы над букетом. При помощи специальной тонкой кисти художник наносит небольшие, но очень значительные штрихи — рисует прожилки и кружевные края на листочках, «семена» в центре чашечек цветов. |
| Привязка                   | Предпоследний этап росписи подноса, когда уже готовый букет как бы вживается в фон изделия. При помощи тонких стебельков, травинок и усиков букет оформляется в единое целое и связывается с фоном.                          |
| Уборка краёв подноса       | Украшение борта подноса, состоящее из геометрических или растительных узоров. Уборка может быть скромной, а может соперничать с роскошными старинными рамами для картин. Без уборки изделие выглядит незаконченным.          |
| Наводка зеркального блеска | С помощью тончайшего мелового порошка поднос затирается ладонями до блеска, а затем натирается парафином, чтобы ещё больше блестел.                                                                                          |